# Win32.Parite
Win32.Parite je računalni virus koji zaražava datoteke s nastavcima .exe i .scr na računalima koja rade pod operativnim sustavom Microsoft Windows. Ovaj virus je također poznat kao W32/Pate, W32/Pinfi i PE_PARITE.

## Opis i djelovanje
Verzija virusa se označava dodavanjem crte ili točke prije slova oznake, na primjer Win32.Parite.C. Nakon što je na nekom računalu virus po prvi put pokrenut, instancira vrijednost PINF u ključu HKEY_CURRENT_USER\Software\Microsoft\Windows\CurrentVersion\Explorer (verzije A i B) u registru Windowsa, kopira svoje tijelo u direktorij windows\temp. Ovime osigurava da će uvijek biti pokrenut zajedno sa sustavom.
Jednom ovako instaliran virus zaražava sve .exe i .scr datoteke koje su bile i koje će biti pokrenute ze vrijeme njegovog djelovanja. Ovo rezultira jako brzim širenjem virusa. Nezaražene budu samo one datoteke koje od strane sustava bivaju zaključane prije nego što se virus učita u memoriju, što automatski sprječava bilo kakvu infekciju. Međutim, takvih datoteka bude vrlo malo, a katkad ih uopće nema.
Ukupno povećanje veličine zaraženih datoteka je oko 200 kilobajta. Osim ovoga, moguć je potpun ili djelomičan gubitak funkcionalnosti programa.

### Verzije
Sam virus se može naći u tri verzije, A, B i C. Prve dvije verzije se razlikuju samo u sadržaju vrijednosti kojom se instanciraju u registru Windowsa, dok treća verzija ima poboljšan sustav skrivanja svoje instance.